# Martina Sigg

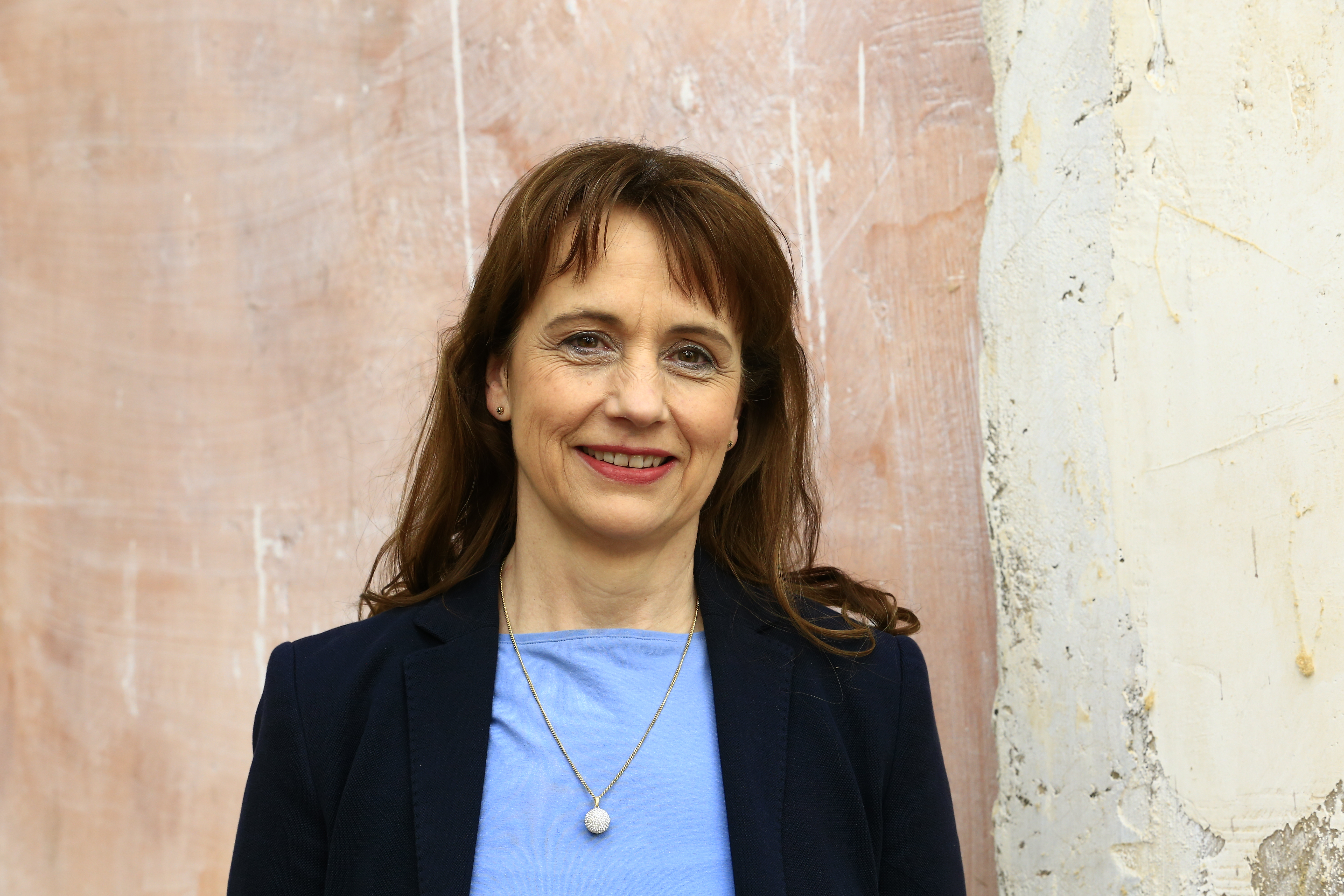
Martina Sigg (2019)

Martina Sigg (* 20. Dezember 1960 in Schaffhausen) ist eine Schweizer Politikerin (FDP). Sie ist seit 2007 Mitglied des Grossen Rates des Kantons Aargau.

## Werdegang
Martina Sigg wurde als jüngstes von vier Geschwistern in Schaffhausen geboren. Sie studierte von 1980 bis 1986 Pharmazie an der ETH Zürich und promovierte 1997 am Paul-Scherrer Institut (PSI) über «Stochastic and non-stochastic effects of beta hot particles in tissue». 
1990 übernahm sie gemeinsam mit ihrem Lebenspartner die Apotheke Schinznach-Dorf. Seit 2013 leitet sie zusätzlich die Apotheke Süssbach in Brugg als Gemeinschaftsprojekt. Sie beteiligt sich bei der Ausbildung von Pharma-Assistentinnen im Kanton Aargau in ihrem eigenen Betrieb sowie als Dozentin für überbetriebliche Kurse, und als Expertin und Verantwortliche der praktischen Abschlussprüfungen.
Als Stiftungsrätin des Krebsregisters Aargau, Vorstandsmitglied des Hospizvereins und Verwaltungsrätin des Medizinischen Zentrums Brugg, als Stiftungsrätin der Von Effinger Stiftung sowie Präsidentin des Verwaltungsrates der Effingerhort AG setzt sie sich für eine qualitativ hochstehende Gesundheitsversorgung ein.
Zusammen mit ihrem Lebenspartner lebt und arbeitet Sigg in Schinznach-Dorf. Sie haben eine gemeinsame Tochter.

## Politik
Seit 2007 ist Sigg Präsidentin der Ortspartei FDP Schinznach-Dorf. 2010 wurde sie in den Grossen Rat des Kantons Aargau gewählt. Sie ist ständiges Mitglied der Kommission für Gesundheit und Soziales und Ressortleiterin für Gesundheit und Soziales der FDP Aargau, Mitglied des Fraktionsvorstandes und der Geschäftsleitung FDP Aargau. Seit 2014 präsidiert sie die FDP Frauen Aargau. 
Sigg engagiert sich für eine bezahlbare, effiziente und qualitativ wertvolle Gesundheitsversorgung. Sie kandidiert als Nationalrätin für die FDP Aargau bei den Nationalratswahlen 2019.